# Hikari no Kazu Dake Glamorous
Hikari no Kazu Dake Glamorous (光の数だけグラマラス?) è un brano musicale della cantante giapponese j-pop Beni Arashiro, pubblicato come primo singolo estratto dall'album Girl 2 Lady il 1º giugno 2005. Il singolo ha raggiunto la quarantesima posizione della classifica Oricon dei singoli più venduti in Giappone, vendendo 4 259 copie.

## Tracce
CD Singolo AVCD-30731
1. Hikari no Kazu Dake Glamorous (光の数だけグラマラス)
2. THE POWER
3. CALL ME, BEEP ME! (Exclusive Version)
4. Hikari no Kazu Dake Glamorous (Instrumental) (光の数だけグラマラス)
5. THE POWER (Instrumental)

Durata totale: 21:18

## Classifiche
| Classifica (2005) | Posizione più alta |
| ----------------- | ------------------ |
| Giappone (Oricon) | 40                 |